# Hechtia purhepecha
Hechtia purhepecha es una especie de planta perteneciente a la familia Bromeliaceae. Esta especie está dedicada a los integrantes de la etnia purhépecha, habitantes de la zona de la cual procede la nueva especie.

## Clasificación y descripción
Hierbas rupícolas, arrosetadas, estoloníferas, en flor de 1 a 1,7 m de alto; estolones cilíndricos, delgados, de 20 a 35 cm de largo y de 3 a 4 mm de diámetro, las brácteas de 2,5 a 3 cm de largo y de 1 a 1,2 cm de ancho; rosetas acaules. Hojas 15 a 25 por roseta, carnosas, suaves, las vainas blancas y lustrosas en ambas superficies, de 3 a 4 cm de largo y de 5 a 6,5 cm de ancho, espinosas en el margen hacia la parte apical, las láminas verdes claras con una banda purpúrea a lo largo de los márgenes, de 11 a 50 cm de largo y de 2,6 a 4,5 cm de ancho, glabras en la superficie adaxial. Inflorescencias masculinas de 1 a 1,5 m de alto, dos veces ramificadas, el pedúnculo pardo claro, cilíndrico, de 8 a 10 mm de diámetro;  ramas primarias 25 a 30, de 4 a 28 cm de largo, con un pedúnculo de 1 a 7,5 cm de largo; brácteas florales pardas purpúreas a pardas oscuras, con puntos de color púrpura, de 1,5 a 1,9 mm de largo y de 0,9-1,2 mm de ancho, glabras, más cortas que los sépalos; flores numerosas por rama, actinomorfas, sésiles; sépalos pardo-purpúreos a pardos oscuros, con puntos de color púrpura, de 3,1 a 3,4 mm de largo, de 3 a 3,5 mm de ancho; pétalos blancos, elípticos, de 4,8 a 5 mm de largo y de 3,3 a 3,5 mm de ancho; estambres subiguales, los filamentos blancos, de 3,9 a 4,2 mm de largo, las anteras amarillas, oblongas, sagitadas, de 2 a 2,5 mm de largo; inflorescencias femeninas de 1,2 a 1,7 m de alto, una vez ramificadas, el pedúnculo verde a pardo claro o pardo-rojizo, de 11 a 15 mm de diámetro; ramas primarias 13 a 20, difusas a ascendentes, una por nudo, cilíndricas a ligeramente aplanadas hacia la base, de (3)10 a 21 cm largo, con un pedúnculo de 2 a 5,5 cm de largo, la terminal de 7 a 12 cm de largo; brácteas primarias pardo-purpúreas, triangulares, atenuadas; brácteas florales verdes con el ápice rosado, con puntos purpúreos, de 1,4 a 2 mm de largo y de 0,5 a 0,7 mm de ancho; flores actinomorfas, sésiles; sépalos verdes con el ápice rosado, con puntos purpúreos, de 3,5 a 4,5 mm de largo y de 2,6 a 3,6 mm de ancho; pétalos blanco-verdosos, de 5,8 a 6 mm de largo y de 3,2 a 3,8 mm de ancho; estaminodios con los filamentos blancos, de 2,5 a 3 mm de largo, anterodios presentes, pardo-purpúreos, sagitiformes, de 0,5 mm de largo; ovario verde, de 5 a 6 mm de largo y de 2,6 a 3 mm de diámetro, estigmas tres, verdosos, de 2 a 2,3 mm de largo. Cápsulas inmaduras verdes, pardo-rojizas o pardas oscuras cuando maduran, de 1 a 1,2 cm de largo y de 4 a 6 mm de diámetro, lustrosas, sésiles a subsésiles. Semillas rojizas, fusiformes, de 8 a 9 mm de largo.

## Distribución
Hechtia purhepecha se conoce únicamente de los municipios de Los Reyes y Peribán, en el estado de Michoacán.

## Hábitat
Crece en riscos y taludes de rocas ígneas y/o cantos rodados, en bosque tropical caducifolio y/o subcaducifolio, formando extensas colonias cespitosas, entre 900 y 1000 m s. n. m. Florece y fructifica de abril a junio.

## Estado de conservación
Endémica del territorio mexicano.